# Дом усадьбы Степановых-Зориных
Дом усадьбы Степановых-Зориных — памятник архитектуры. Расположен в Уфе, современный адрес дома — улица Чернышевского, 49.

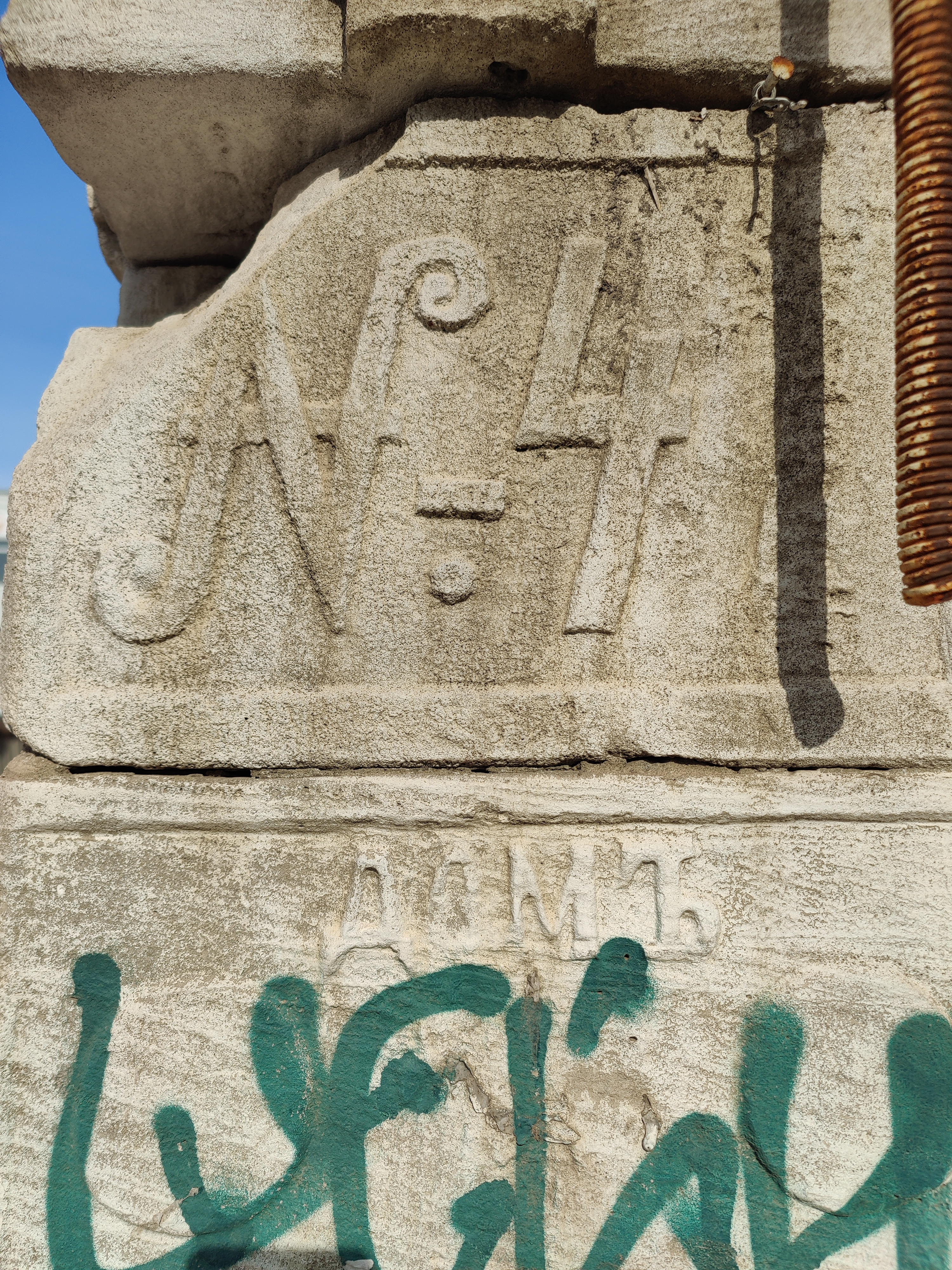
Элемент декора ограды рядом с домом, 2024 год

Здание построено в 1905—1910 годах, его общая площадь — около 430 м². Статус объекта культурного наследия регионального значения строение получило в 2018 году.
В 2017, 2019 и 2022 годах здание сдавалось в аренду на условиях реставрации, но все договоры были расторгнуты.
В 2020—2021 годах суды неоднократно штрафовали Уфимскую мэрию за ненадлежащее содержание здания. Сообщалось, что дом находится в бесхозном, неудовлетворительном состоянии, вход в помещения открыт для посторонних лиц, в результате чего там неоднократно возникали пожары.
В 2021 году был согласован проект реставрации и приспособления с воссозданием входной группы, ремонтом фасада, ликвидацией современных элементов с восстановлением первоначальных деталей. На 2023 год здание реставрировалось с приспособлением под офис.